# バゴーン

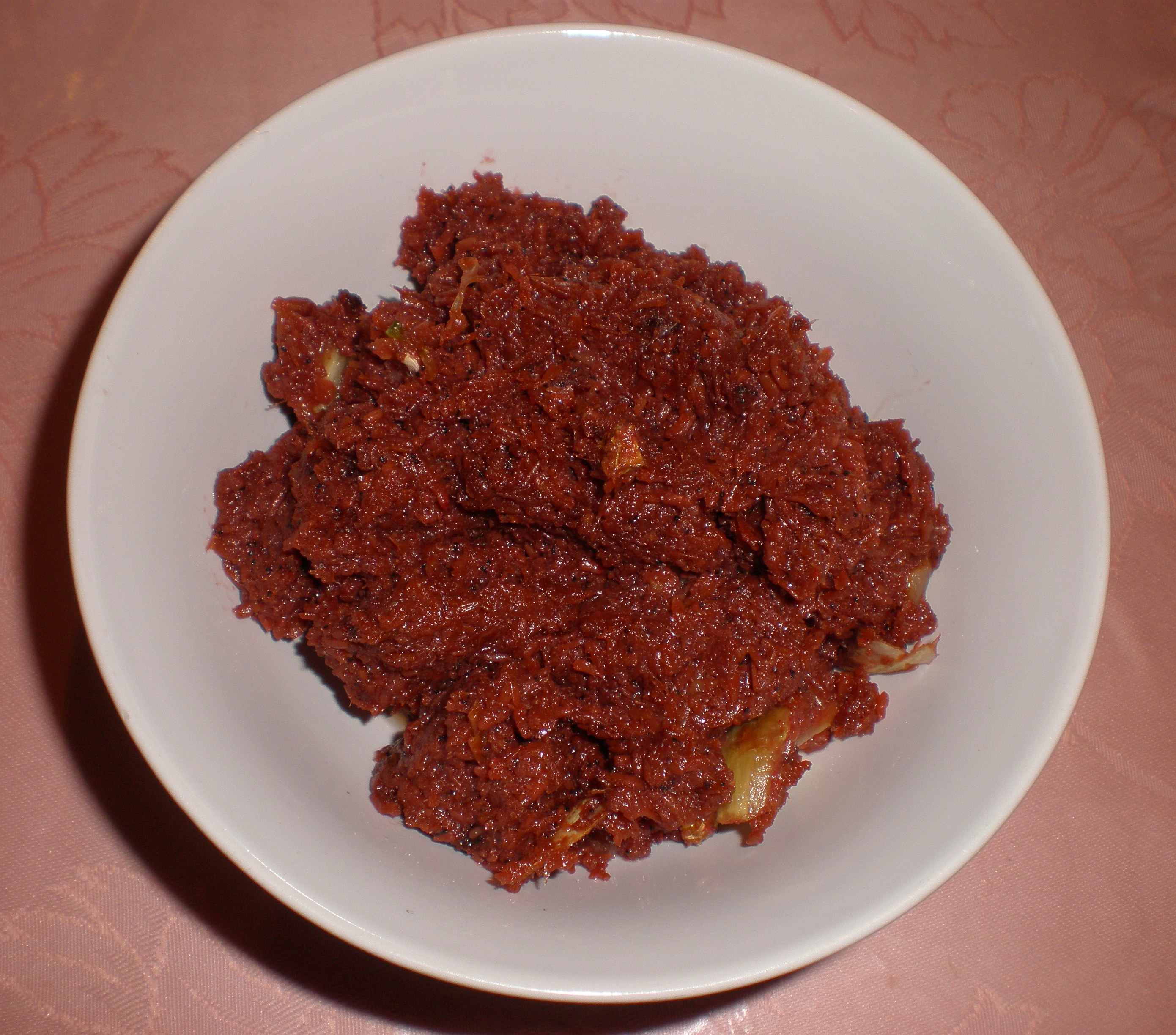
バゴーンの例

バゴーン（バゴオンとも、タガログ語: bagoong）はフィリピン料理に用いられるエビや魚の発酵調味料。カレカレを食す際には欠かせないものとされる。
バゴーン・アラマン(タガログ語: bagoong alamang)はエビやオキアミの発酵調味料で、独特の匂いがある。フィリピンでは白米と共に食べたり、野菜を食べる際にディップとして用いたり、炒飯に使ったりと様々に使われている。特にカレカレには必ずバゴーンが添えられる。